# Pulau Semakau
Pulau Semakau (en chinois : 实马高岛; en pinyin : Shímǎgāodǎo; en malay : Pulau Semakau; en tamoul : செமாக்காவ் தீவு), est une île située au Sud de l'île principale de Singapour.

## Géographie
Utilisée comme décharge d'enfouissement selon un projet écologique, elle s'étend sur environ 2 km de longueur pour une largeur approximative de 1 km et est reliée à Pulau Sakeng.

## Histoire

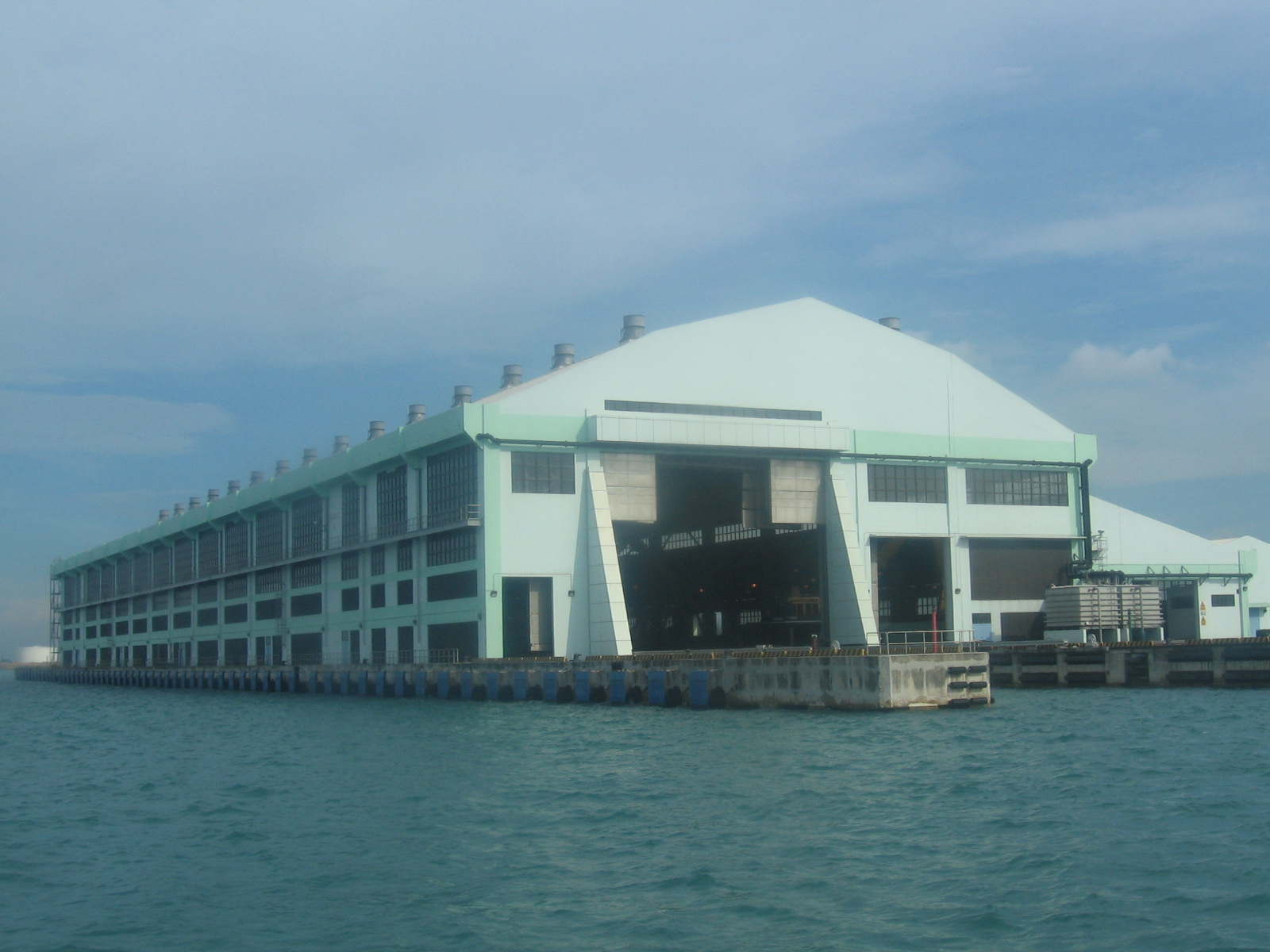
Station de réception des déchets de Semakau

Pulau Semakau abritait à l'origine un petit village de pêcheurs, tout comme l'île voisine de Pulau Sakeng (en chinois : 锡 京 岛). Les maisons construites sur les deux îles étaient sur pilotis car la plupart des villageois étaient des pêcheurs. Les deux îles avaient quelques magasins de provisions, mais le centre communautaire était situé à Pulau Semakau tandis que le poste de police à Pulau Sakeng.
En 1987, le gouvernement de Singapour, après avoir acquis les terres, par l'entremise du Housing and Development Board, entreprend de relocaliser les insulaires sur le continent où ils sont réinstallés dans les zones résidentielles de Bukit Merah et de Telok Blangah (en).
Des travaux sont alors commencés pour relier les deux îles en vue d'accueillir une décharge. La décharge est la première et unique décharge de Singapour située au large parmi les îles du sud de Singapour. Elle couvre une superficie totale de 3,5 kilomètres carrés et a une capacité de 63 millions de mètres cubes. Pour créer l'espace d'enfouissement requis, une digue périmétrique de 7 km est construite pour entourer une partie de la mer entre Pulau Semakau et Pulau Sakeng. En août 2011, il a été estimé que la décharge, dont les activités ont débuté le 1er avril 1999, durera jusqu'en 2045. Le ministère de l'Environnement et des Ressources hydrauliques, ainsi que l' Agence nationale de l'environnement qui gèrent la décharge, espère que cette échéance sera prolongée grâce à diverses initiatives de réduction des déchets et de conservation des ressources.
Le site d'enfouissement de Semakau est principalement rempli des cendres produites par les quatre usines d'incinération de déchets de Singapour. Les cendres sont transportés dans une barge couverte (pour éviter que les cendres ne soient rejetées dans l'air) chaque nuit. Contrairement à la croyance populaire selon laquelle la décharge de Semakau serait une décharge sale et malodorante, le soin apporté à la conception et au travail opérationnel a fait en sorte que le site soit propre, sans odeurs et pittoresque. Pendant la construction, des filtres à limon ont été installés pour s'assurer que les coraux n'ont pas été affectés pendant les travaux du terre-plein. La décharge est recouverte d'une membrane imperméable, et l'argile et les lixiviats produits sont traités dans une usine. Des tests d'eau réguliers sont effectués pour assurer l'intégrité des doublures imperméables.
Une nouvelle installation REMEX Minerals à Tuas (en) a été mise en service en juillet 2015, récupérant des dizaines de milliers de tonnes de métal à partir des restes des déchets incinérés à l'aide de séparateurs magnétiques et à courants de Foucault. Cela réduit le poids des déchets incinérés d'environ 10 %, bénéficiant ainsi à la décharge qui pourrait manquer d'espace d'ici 2035.